# Санта-Кроче-Камерина
Санта-Кроче-Камерина (італ. Santa Croce Camerina, сиц. Santa Cruci Camarina) — муніципалітет в Італії, у регіоні Сицилія,  провінція Рагуза.
Санта-Кроче-Камерина розташована на відстані близько 590 км на південь від Рима, 180 км на південний схід від Палермо, 22 км на південний захід від Рагузи.
Населення — 10 601 особа (2014).
Щорічний фестиваль відбувається 19 березня. Покровитель — San Giuseppe.

## Демографія
Населення за роками:

Станом на 1 січня 2023 року в муніципалітеті офіційно проживали 2454 іноземці з 39 країн, серед них 539 громадян країн Євросоюзу та 1 громадянин України.

## Сусідні муніципалітети
- Рагуза